# سناتشر

رواية مرئية أو ظهور الكلمات النصية للعبة سناتشر

سناتشر (بالإنجليزية: Snatcher)‏، هي لعبة فيديو من نوع رواية مرئية وأكشن، حيث صدرت في الأسواق سنة 1988، وأعيد إصدارها على منصات متعددة، ومنها ميجا سي دي وبلاي ستيشن، وهي من إنتاج المطور الياباني هيديو كوجيما، ومن نشر شركة كونامي.

## روابط خارجية
- سناتشر على موقع IMDb (الإنجليزية)